# Attentat de la via D'Amelio
L'Attentat de la via D'Amelio (en italien : Strage di via D'Amelio) est un attentat terroriste de la mafia sicilienne qui a eu lieu à Palerme, en Sicile, le 19 juillet 1992, provoquant la mort du magistrat antimafia Paolo Borsellino et de cinq membres de son escorte policière : Agostino Catalano, Emanuela Loi (première femme italienne d'une escorte policière et première à être tuée en service), Vincenzo Li Muli, Walter Eddie Cosina et Claudio Traina. 
L'agenda rossa (« agenda rouge »), le cahier rouge dans lequel Borsellino avait l'habitude de noter les détails de ses enquêtes et qu'il portait toujours sur lui, a disparu du site peu de temps après l'explosion. Un officier des carabiniers qui était présent au moment de l'explosion a déclaré qu'il avait remis le cahier à Giuseppe Ayala, le premier magistrat de Palerme à être arrivé sur les lieux. Ayala, qui a déclaré qu'il avait refusé de le recevoir, a par la suite été critiqué pour avoir estimé que les escortes destinées aux juges antimafia devaient être réduites, en dépit des preuves de nouvelles tentatives d'attentats infructueuses. 

## Attentat
L'attentat a eu lieu à 16h58 le 19 juillet 1992, 57 jours après l'attentat de Capaci où le magistrat antimafia Giovanni Falcone, un ami de Borsellino, avait été tué avec son épouse et trois policiers d'escorte. Antonino Vullo, seul survivant du massacre de la via D'Amelio, a déclaré que le juge avait séjourné dans sa résidence d'été près de Palerme à partir de 13h30 jusqu'à 16h00, après quoi il s'est rendu en voiture avec l'escorte à la Via d'Amelio à Palerme, où il devait rencontrer sa mère. À leur arrivée, Vullo et les autres agents n’ont rien remarqué d’inhabituel, à l’exception de certaines voitures garées. La voiture dans laquelle Borsellino voyageait est touchée par l'explosion, ainsi que l'une des voitures d'escorte, alors que Vullo était assis dans un troisième véhicule. 
La bombe contenant environ 100 kg de TNT, avait été placée dans une Fiat 126. La procédure normale lorsque Borsellino voyageait était de « nettoyer la route » des voitures avant son arrivée, mais cela n’a pas été autorisé par l’administration de la commune de Palerme, comme l’a rapporté Antonino Caponnetto un autre juge antimafia. Gaspare Spatuzza, un mafieux repenti, finit par révéler qu'il a volé la Fiat 126 sur ordre des clans mafieux de Graviano et  Brancaccio. 
Le « bain de sang » a provoqué l'indignation. La nuit qui a suivi le massacre, les manifestants ont assiégé pacifiquement la préfecture de Palerme. Les funérailles de Borsellino ont été marquées par des protestations véhémentes de la foule contre les participants : le chef de la police nationale, Arturo Parisi, a été frappé alors qu'il tentait de s'échapper. Quelques jours plus tard, Vito Plantone (préfet de police local) et Mario Jovine ( préfet ) ont été mutés. Le procureur en chef de Palerme, Pietro Giammanco, a démissionné. Entre-temps, 7 000 soldats ont été envoyés en Sicile pour patrouiller sur les sites de possibles attaques.

## L'Affaire de l'agenda rossa
Borsellino avait l'habitude de porter un cahier rouge (agenda rossa), dans lequel il écrivait les détails de ses enquêtes avant de les consigner dans les procès-verbaux.
L'officier des carabiniers, Rosario Farinella, a déclaré par la suite qu'après avoir récupéré l'agenda dans la voiture, il l'avait remis à Giuseppe Ayala (it). Ayala a déclaré qu'il séjournait dans un hôtel à proximité et s'est précipité à l'endroit après avoir entendu l'explosion. Il a d'abord trébuché sur le cadavre de Borsellino sans le reconnaître, car le cadavre était sans membres. Ayala a déclaré qu'un officier en uniforme lui avait proposé le cahier  mais qu'il l'avait refusé parce qu'il n'avait pas l'autorité pour le détenir. Le capitaine des carabiniers, Arcangioli, a déclaré qu'il ne portait pas d'uniforme ce jour-là. En septembre 2005, Ayala a changé de version, affirmant qu'il avait pris l'agenda Rossa alors qu'il explorait la voiture détruite, puis l'avait confiée à un officier des carabiniers qui se trouvait là. Les déclarations ultérieures  d'Ayala sont contradictoires et parlent d'un agent alternativement en uniforme ou non.  
Le 1er juillet 1992, Borsellino avait rencontré Nicola Mancino, alors ministre de l'Intérieur. Les détails de la réunion n'ont jamais été divulgués, mais il est probable que Borsellino les ait annotés dans son ordre du jour. Mancino, cependant, a toujours nié avoir rencontré Borsellino. Dans une interview télévisée du 24 juillet 2009, Ayala a déclaré : « Mancino lui-même m'a dit qu'il avait rencontré Borsellino le 1er juillet 1992. De plus, Mancino m'a montré son carnet de rendez-vous, avec le nom de Borsellino. ».  Ayala a répudié ce récit dans une interview dans le magazine Sette . Une vidéo montrant le capitaine  Arcangioli portant le cartable du juge Borsellino tout en inspectant la zone de l'attentat a été diffusée dans les actualités de la chaîne nationale italienne Rai 1 en 2006 . 
Un autre agenda en possession de la famille Borsellino est annoté par le juge : « 1 juillet 19 h 30 : Mancino  ». Vittorio Aliquò, un autre magistrat, a déclaré par la suite qu'il avait accompagné Borsellino « jusqu'au seuil du bureau du ministre  ». 

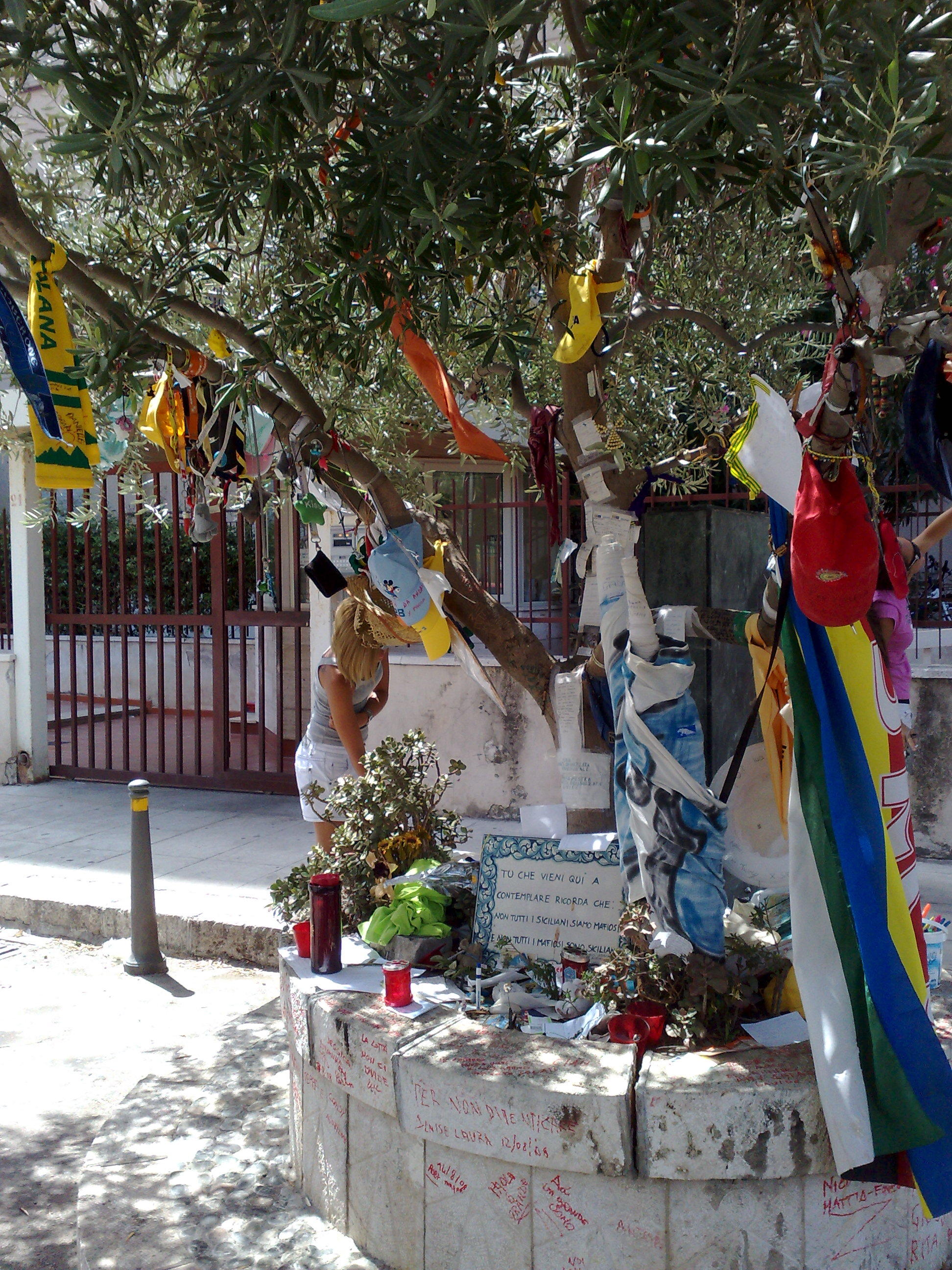
Monument à Borsellino Via D'Amelio.

## Enquêtes et peines
En juillet 2007, le bureau du procureur à Caltanissetta a ouvert une enquête sur la possible implication d'agents du SISDE, le service de renseignement civil italien, dans le massacre. Au même moment, une lettre du frère de Borsellino, Salvatore, a été publiée. Intitulée « 19 juillet 1992: Una strage di stato » (19 juillet 1992: un massacre d'État), cette lettre soutient l'hypothèse selon laquelle le ministre de l'Intérieur Mancino connaissait les raisons de l'assassinat du juge. 
Les enquêtes menées par l'expert en télécommunications de la police, Gioacchino Genchi, ont attesté la présence d'une installation d'infiltration SISDE à Castello Utveggio, un château art nouveau situé à Monte Pellegrino, une montagne surplombant Palerme et la via D'Amelio. Cela a été découvert en analysant les appels téléphoniques du chef de la mafia Gaetano Scotto, qui a appelé un téléphone SISDE dans le château. Le frère de Scotto, Pietro, avait effectué des travaux d’entretien sur les lignes téléphoniques de la Via d’Amelio ; il a été découvert par la suite que Pietro avait mis le téléphone de la mère de Borsellino sous écoute afin de connaître l'heure d'arrivée du magistrat. Toute trace du SISDE a disparu de Castello Utveggio immédiatement après l'assassinat. Le chef de Cosa Nostra, Totò Riina, a évoqué la présence des services de renseignement italiens à Monte Pellegrino le 22 mai 2004, lors du procès relatif à Attentat de la Via dei Georgofili. Dans une interview à La storia siamo noi (L'Histoire, c'est nous), la femme de Borsellino a déclaré avoir fait fermer les volets des fenêtres avant l'attentat, car « ils peuvent nous observer depuis Castello Utveggio ». 
Les premières enquêtes ont abouti à l'arrestation de Vincenzo Scarantino le 26 septembre 1992, accusé par des « pentiti » d'avoir volé la voiture utilisée pour l'attentat. Scarantino est devenu par la suite un pentito.

## Le procès et les peines
Le premier procès  a pris fin le 26 janvier 1996. Scarantino est condamné à 18 ans de prison, tandis que Giuseppe Orofino, Salvatore Profeta et Pietro Scotto,qui ont préparé la bombe et intercepté le téléphone, sont condamnés à la prison à vie. Scotto et Orofino ont toutefois été acquittés en appel. Un deuxième procès a été ouvert en 2002 après que Scarantino eut modifié ses déclarations. Cette fois-ci, les parrains Toto Riina et Pietro Aglieri sont accusés d’avoir ordonné l'attentat. Riina, Aglieri, Salvatore Biondino, Giuseppe Graviano, Carlo Greco, Gaetano Scotto, Francesco Tagliavia, Cosimo Vernengo, Giuseppe La Mattina, Natale Gambino, Lorenzo Tinnirello, Giuseppe Urso et Gaétano Muran sont condamnés à la prison à vie. Un troisième procès a impliqué 26 autres chefs mafieux impliqués dans l'attentat de différentes manières, se terminant par des peines d'emprisonnement à perpétuité pour Bernardo Provenzano, Pippo Calò, Michelangelo La Barbera, Raffaele Ganci, Domenico Ganci, Francesco Madonia, Giuseppe Montalto, Filippo Graviano, Cristoforo Cannella et Salvatore Biondo.

## Nouvelles révélations
En 1992, le monde politique italien est ébranlé par l'opération anticorruption Mani Pulite ("Mains propres"), qui entraîne la dislocation des équilibres politiques traditionnels. En 2009, Massimo Ciancimino, fils de l'ancien maire de Palerme Vito Ciancimino, déclare que l'establishment italien et la mafia avaient à l'époque négocié un pacte. Cet accord impliquerait notamment la création d'un nouveau parti, Forza Italia de Silvio Berlusconi et Marcello Dell'Utri ; ce dernier a été reconnu coupable d'allégeance à la mafia. 
Après ces nouvelles révélations, les procureurs siciliens ont ouvert de nouvelles enquêtes en partant du principe que Borsellino était au courant des négociations entre la mafia, le SISDE et de hauts responsables politiques et qu’il a été assassiné pour cette raison. L'existence de négociations entre les institutions italiennes et la mafia sicilienne a été confirmée en 2012 par le procureur de Caltanissetta, Nico Gozzo, comme « désormais un fait acquis ».